# Ruszków
Ruszków [pronunciación en polaco: /ˈruʂkuf/] es un pueblo ubicado en el distrito administrativo de Gmina Brzeźnio, dentro del condado de Sieradz, Voivodato de Łódź, en el centro de Polonia.

## Ubicación
Se encuentra a unos 4 kilómetros al este de Brzeźnio, a 13 kilómetros al suroeste de Sieradz, y a 64 kilómetros al suroeste de la capital regional Łódź.